# Ałatorka (Baszkortostan)
Ałatorka (ros. Алаторка) – wieś (sieło) w Rosji, w Baszkortostanie, w rejonie iglińskim. W 2010 liczyła 718 mieszkańców.